# Tafa Air
Tafa Air – nieistniejąca tania linia lotnicza z siedzibą w Tiranie w Albanii. Linia została założona przez albańskiego biznesmena Taf Tafa i była wspierana przez albańskich i kosowskich udziałowców. Pierwsze loty odbyły się 18 grudnia 2009 r. z portu lotniczego Tirana im. Matki Teresy w Albanii oraz z portu lotniczego Prisztina w Kosowie do portu lotniczego Ateny w Atenach.
Na początku lutego 2010 r. Tafa Air została zmuszona do zawieszenia działalności, ponieważ litewska linia lotnicza flyLAL Charters (aktualnie nieistniejąca linia Small Planet Airlines) zerwała umowę leasingu samolotu, na mocy której Tafa Air posiadała swój jedyny samolot. Linia pierwotnie ogłosiła, że wznowi usługi pod koniec marca lub na początku kwietnia tego samego roku, ale od tego czasu firma się zaprzestała działalności.

## Flota
Tafa Air obsługiwała swoje loty przy użyciu dzierżawionego Boeinga 737-300.